# 锐叶台北堇菜
锐叶台北堇菜（学名：Viola nagasawai var. pricei）是堇菜科堇菜属台湾堇菜的变种。分布在台湾等地。